# Tsambyn Dandsan
Tsambyn Dandsan (mongolisch Цамбын Данзан; * 29. Januar 1945) ist ein ehemaliger mongolischer Biathlet.
Als einer von vier Mongolen nahm Dandsan 1964 im Alter von 18 Jahren als jüngster Athlet am olympischen Biathlonrennen in Seefeld in Tirol teil. Er ging als achter Biathlet an den Start und war damit der erste Asiate, der bei einem olympischen Biathlon-Wettbewerb antrat. Er traf beim Wettkampf lediglich fünf von 20 Scheiben und erreichte zudem die zweitschlechteste Laufzeit, sodass er den 49. und damit letzten Rang belegte. Aufgrund dieser auffallenden Platzierung – und wegen der „exotischen Rolle“ der Mongolen, die 1964 erstmals an Winterspielen teilnahmen – fand Dandsan in einigen Olympiaberichten anekdotenhafte Erwähnung. Die Fachzeitschrift Olympisches Feuer schrieb etwa: „Zwischen seinen kurzen Säbelbeinen schien das Steppenpferd zu fehlen, als er am Start des Skilaufs stand. Sein ledergleiches, hartes Gesicht, seine schwarzen, flink blickenden Augen ließen die Erinnerung wach werden an alte Geschichte… Mit kurzen Schritten, ohne Eile, trippelte er in die lange Spur. Die Skier an den Füßen schienen ihn zu stören.“